# سامانه نام‌گذاری در ناتو

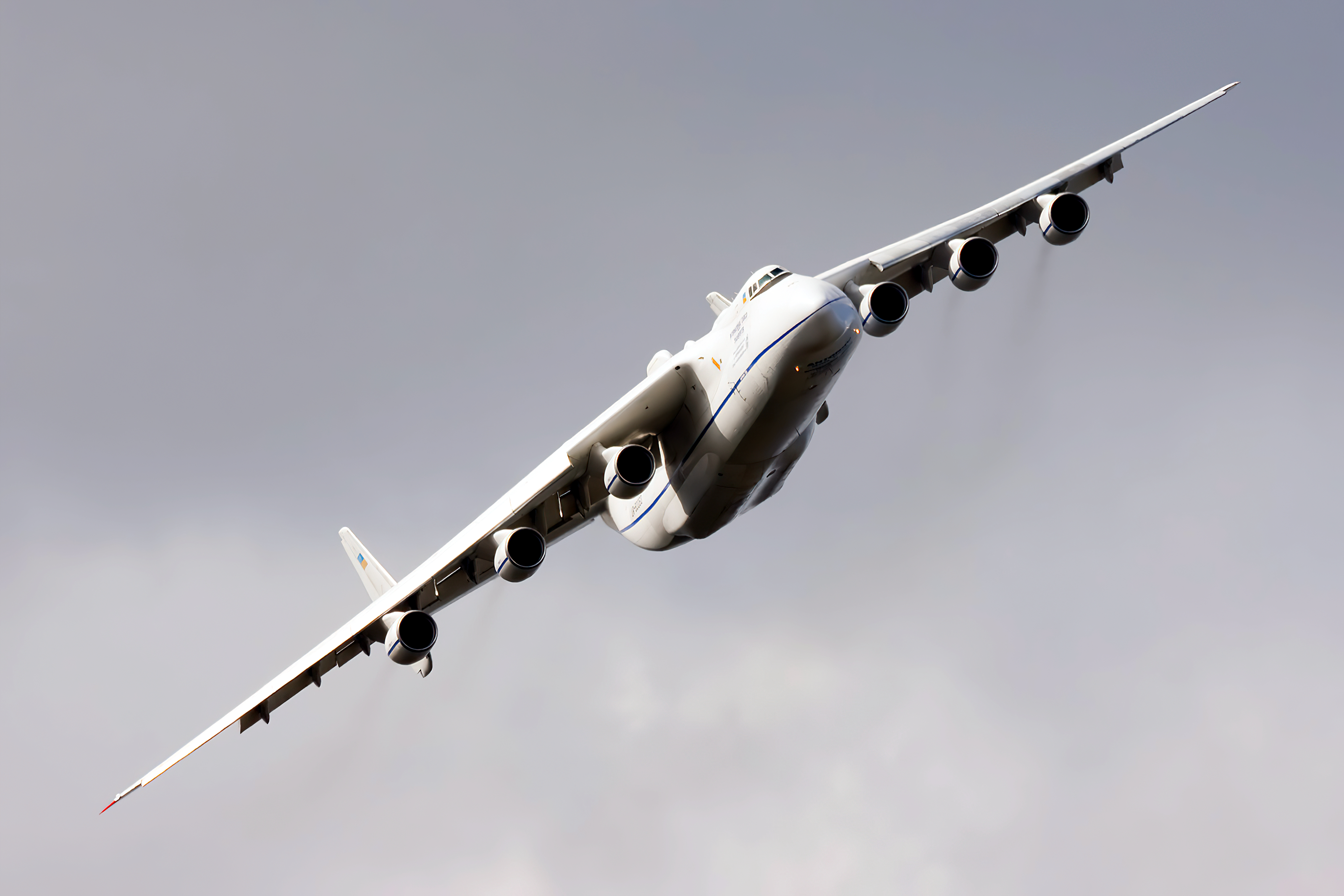
نمایی از آنتونوف ۲۲۵ مریا (ساخت روسیه) در سال ۲۰۰۸. این هواپیما در سامانه نام‌گذاری در ناتو، به‌نام (Cossack - قزاق) نام‌دارد. سیستم نام‌گذاری ناتو، نام‌های ساده و قابل فهم زبان انگلیسی را به شیوه متحدالشکلی برای نام‌های اصلی سلاح‌های بلوک شرق پیشنهاد می‌کند.

نام‌گذاریهای ناتو، نام‌های کد شده‌ای هستند که برای تسلیحات کشورهای بلوک شرق (اتحاد جماهیر شوروی و سایر کشورهای عضو پیمان ورشو و چین) به کار برده می‌شوند. این سیستم نام‌گذاری، نام‌های ساده و قابل فهم زبان انگلیسی را به شیوه متحدالشکلی برای نام‌های اصلی سلاح‌ها پیشنهاد می‌کند. نام‌های اصلی تسلیحات یا هنوز ناشناخته بودند یا کدهای پیچیده‌ای بودند که به آسانی اشتباه می‌شدند.
ناتو فهرستی از این نام‌ها را نگهداری می‌کند. انتخاب نام برای تجهیزات پرنده روسی و چینی بر عهده کمیته Air Standardization Coordinating Committee (ASCC) قرار داشت که شامل پنج کشور استرالیا، کانادا، زلاندنو، بریتانیا و ایالات متحده آمریکا بود. امروزه این کمیته منحل شده‌است.

## نام‌گذاری آمریکایی
وزارت دفاع آمریکا ، نام‌های انتخاب‌شده توسط ناتو را در بعضی از موارد طولانی‌تر کرده‌است. ناتو از نامی مشابه برای موشک‌های زمین به هوایی که بر روی کشتی یا زیردریایی نصب شده باشند و موشک‌هایی که بر روی زمین قرار گرفته باشند، استفاده می‌کند. امّا وزارت دفاع آمریکا از دو سری متفاوت نام با دو پیشوند جداگانه (SA-N- در برابر SA-) برای این موشک‌ها استفاده می‌کند، امّا ادامه نام برای راحتی کار یکسان استفاده می‌شود و زمانی که سیستم مشابه‌ای وجود نداشته باشد، نام جدیدی پیشنهاد می‌شود. بخشی از سیستم نام‌گذاری آمریکایی در ادامه این مطلب آورده شده‌است.

## نام‌های خودمانی روسی
در اتحاد جماهیر شوروی متداول نبود که اسامی خودمانی به صورت رسمی انتخاب شود، امّا اسامی غیررسمی مانند هر نیروی هوایی دیگری متداول بود. به صورت کلی خلبان‌های شوروی از نام‌های ناتو استفاده نمی‌کردند و نام‌های خودمانی روسی را ترجیح می‌دادند. امّا استثناهایی هم وجود داشت. برای مثال، پرسنل نیروی هوایی شوروی میگ-۲۹ را Fulcrum (به معنای مرکز تعادل) می‌نامیدند. دلیل انتخاب این نام، نقش محوری این هواپیما در نیروی هوایی شوروی بود. کد نام «خرس» برای هواپیمای Tu-۹۵ بسیار متداول بود. برای نامگذاری تجهیزات نظامی، صدها نام باید انتخاب می‌شد، بنابراین نام‌ها، گستره وسیعی از اشیاء را شامل می‌شد و حتی گاهی از نام‌های نه چندان متداول نیز استفاده می‌شد.